# Železniční trať Jindřichův Hradec – Nová Bystřice
Železniční trať Jindřichův Hradec – Nová Bystřice (v současném jízdním řádu pro cestující značena jako trať 229) je úzkorozchodná regionální železniční trať o délce 33,0 km nacházející se v Jihočeském kraji. Díky úzkému rozchodu koleje 760 mm (tzv. bosenský rozchod) a díky přírodě České Kanady, kudy dráha prochází, je vyhledávanou turistickou atrakcí. Byla zprovozněna v roce 1897. Jejím majitelem tehdy byla akciová společnost Localbahn Neuhaus – Neubistritz, ale přepravu zajišťovaly rakouské státní dráhy kkStB a od roku 1918 posléze Československé státní dráhy. V roce 1925 byla dráha zestátněna a provoz zajišťovaly ČSD a později České dráhy. Od roku 1998 byla jejím vlastníkem společnost Jindřichohradecké místní dráhy, která byla i provozovatelem dráhy. Od 2. října 2022 do srpna 2024 byl železniční provoz na trati zastaven.
V srpnu 2024 byl zprovozněn úsek Nová Bystřice – Hůrky.

## Historie

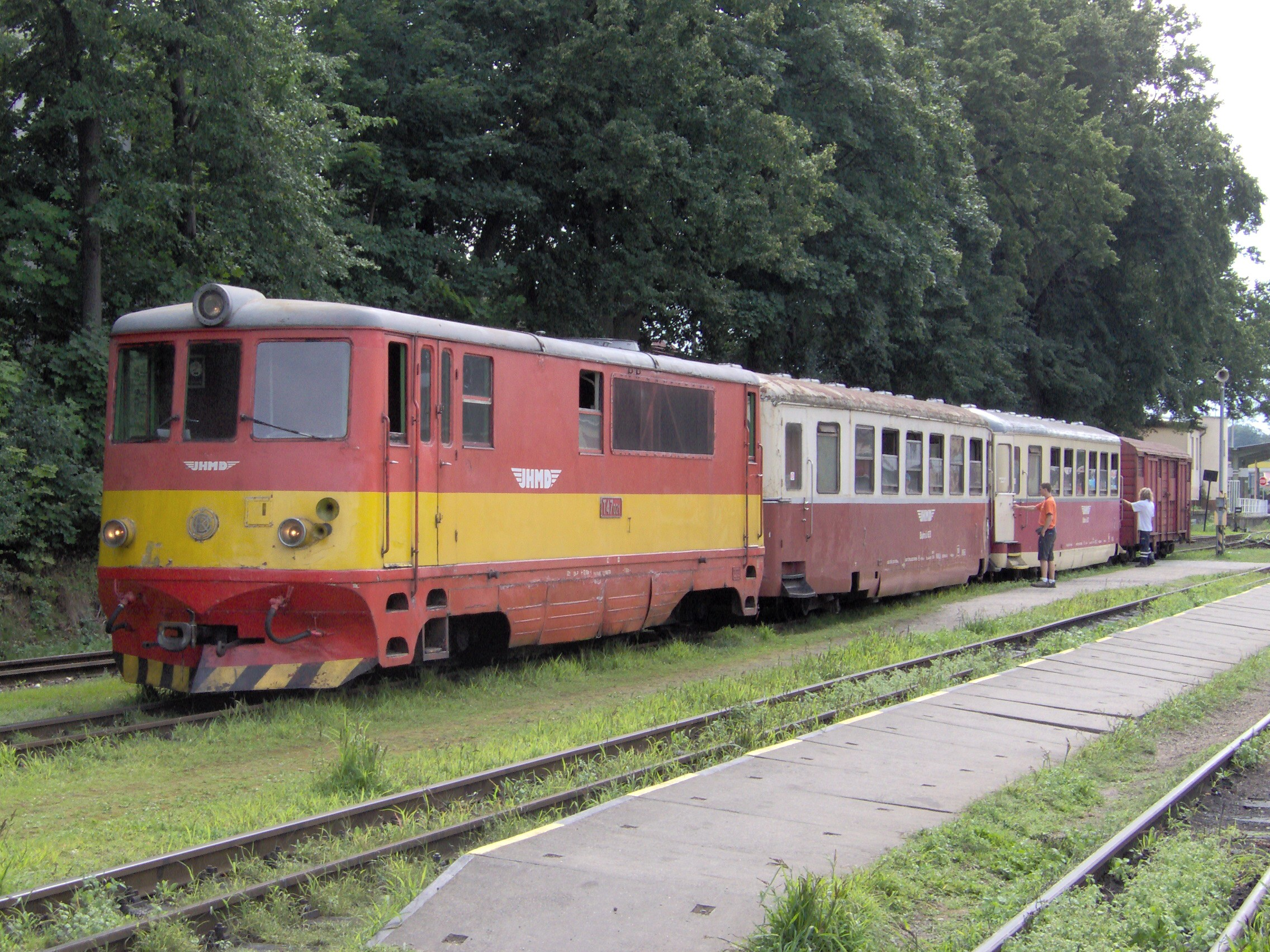
Vlak v čele s lokomotivou T 47.021 čekající na odjezd do Nové Bystřice na jindřichohradeckém nádraží JHMD

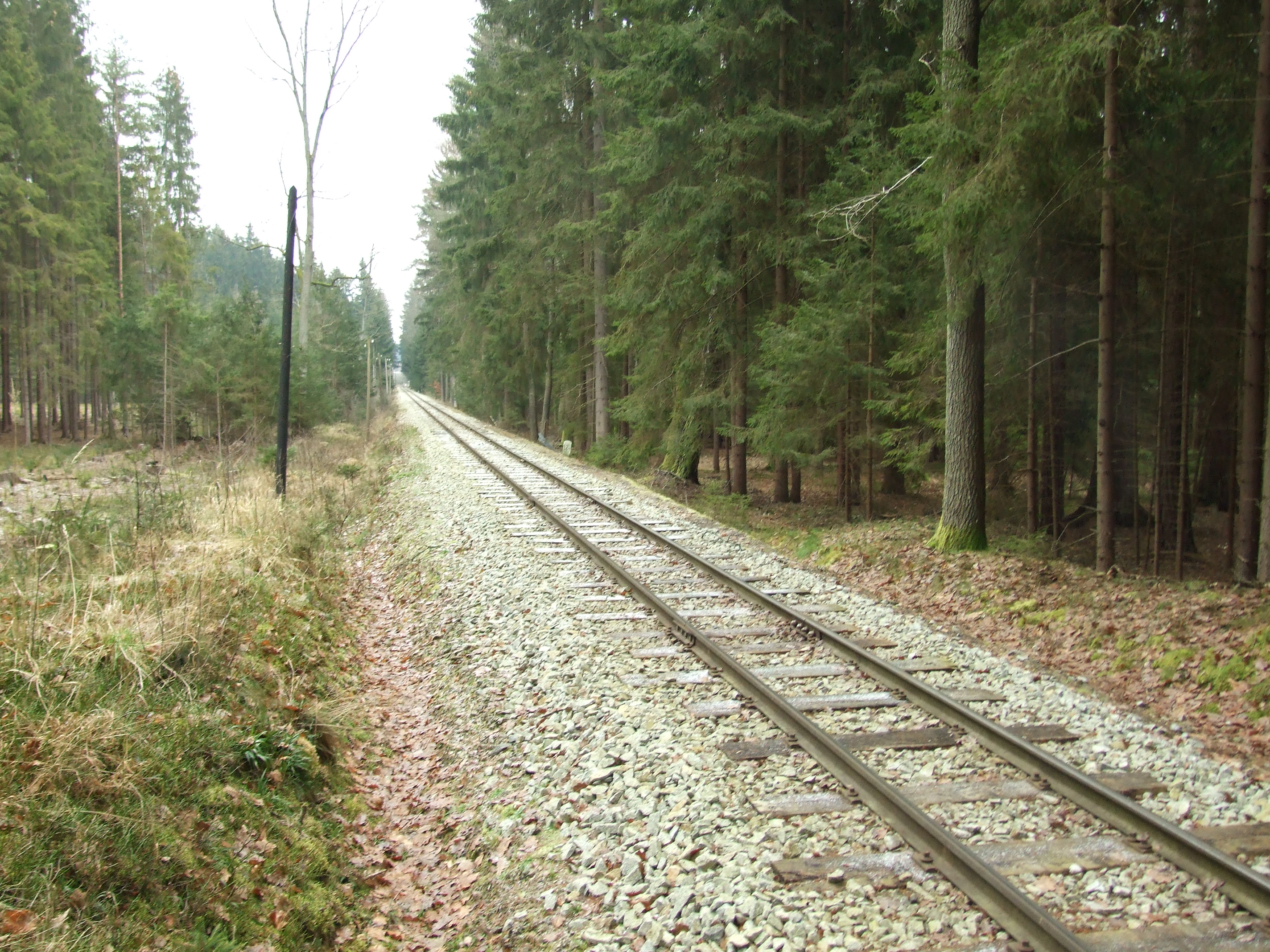
Rekonstruovaná trať u Malého Ratmírova

Po zprovoznění železniční tratě mezi Veselím nad Lužnicí a Jihlavou přes Jindřichův Hradec v roce 1887 začala městská rada Nové Bystřice s podporou místních podnikatelů uvažovat o stavbě místní dráhy do Jindřichova Hradce, přičemž již od začátku bylo uvažováno se stavbou tratě s úzkým rozchodem. 18. prosince 1894 udělil František Josef I. novobystřickému okresnímu výboru koncesi k provozování železniční dráhy, na jejímž základě vznikla akciová společnost Localbahn Neuhaus – Neubistritz (česky Místní dráha Jindřichův Hradec – Nová Bystřice). Samotná stavba byla zahájena v létě 1896 vídeňskou firmou Leitner & Fröhlich, na přelomu srpna a září 1897 byly lokomotivkou Krauss v Linci dodány tři parní lokomotivy řady U (označení kkStB; později u ČSD řada U 37.0), od září téhož roku se postupně objevovaly v Jindřichově Hradci osobní i nákladní vozy (výrobcem byla vagónka ve Štýrském Hradci). Celkové náklady na stavbu a zařízení dráhy činily 2 394 000 K, z čehož 83 % poskytl půjčkou stát (který také garantoval její splatnost) a jako podporu odkoupila země Česká akcie v hodnotě 270 000 K, takže místní zájemci museli zajistit pouze 136 000 K. Slavnostní zahájení provozu se uskutečnilo 31. října 1897, pravidelný provoz byl zahájen 1. listopadu téhož roku. Dopravu zajišťovaly státní dráhy kkStB na účet vlastníka, společnosti Localbahn Neuhaus – Neubistritz, denně zde jezdily dva páry smíšených vlaků.
V roce 1900 byla zprovozněna trať z Gmündu se shodným rozchodem kolejí 760 mm, která byla ukončena v Litschau, přibližně 15 km jižně od Nové Bystřice. Již od roku 1902 bylo vyprojektováno spojení těchto dvou drah, k čemuž ale nakonec nikdy nedošlo. Spojovací trať měla z východu obejít Litschau, pokračovat kolem říčky Kastenitzer Bach (pokračování české Dračice) ke Griesbachu, kde měla vstoupit na české území. Kolem Dračice a rybníků měla vést obloukem ke stávajícímu nádraží v Nové Bystřici, na nějž se měla napojit 400 m dlouhým a 5,5 m vysokým náspem se silničním podjezdem. V roce 1906 byla zahájena doprava na úzkorozchodné trati z Jindřichova Hradce do Obrataně.
Po vzniku Československa na podzim 1918 převzaly dopravu Československé státní dráhy (číslo tratě 89c). V majetku soukromé akciové společnosti zůstala trať do roku 1925, kdy byla podle zákona č. 156/1925 Sb. zestátněna a kdy akcionáři museli rovněž podle tohoto zákona na valné hromadě odhlasovat likvidaci firmy. Za první republiky vzrůstal zájem o dopravu i počet spojů, především nákladních vlaků, pro něž byly zakoupeny nové podvalníky. I v osobní přepravě byl zvyšován počet cestujících, od roku 1929 jezdily na jindřichohradeckých úzkokolejkách první dva motorové vozy řady M 11.0, které dopravu zlevnily a zkrátily jízdní dobu. V roce 1930 byla zřízena nová zastávka Kaproun.
Po odstoupení pohraničí na podzim 1938 se novobystřická trať ocitla vyjma úseku Jindřichův Hradec – Jindřiš na území Německé říše, proto ji spravovaly a provoz zajišťovaly Německé říšské dráhy (Deutsche Reichsbahn); trať měla číslo 461k. V roce 1944 zde jezdily denně tři páry vlaků. Po osvobození Československa vzrostla doprava díky poměrně hustě osídlenému a hospodářsky rozvíjejícímu se území na pět párů osobních vlaků denně. Odsun obyvatel německé národnosti a počátek komunistické vlády v roce 1948 ale tento vývoj zcela obrátil, v roce 1949 (číslo tratě 23p) zde již jezdily pouze dva páry smíšených vlaků denně a od 14. května 1950 byla osobní doprava zcela zastavena.
Nákladní doprava fungovala nadále, v roce 1949 byla dokonce postavena 1100 m dlouhá vlečka do textilních závodů Jitka v Jindřichově Hradci. V létě 1957 byla osobní doprava obnovena v rámci pionýrské železnice. Zájem cestujících ale byl tak velký, že již od 29. září téhož roku zde začaly jezdit běžné vlaky v počtu čtyř párů denně. Mezi lety 1954 a 1958 byly dodány moderní motorové lokomotivy řady T 47.0, které během několika let zcela vytlačily parní lokomotivy i motorové vozy a které jsou v provozu dodnes.
Rozvoj osobní dopravy však začal opět slábnout, v roce 1971 zde jezdily dva páry smíšených vlaků denně. Tento útlum lze připočíst jednak růstu počtu automobilů a rozvoji autobusové dopravy, jednak umístění koncového úseku trati v příhraničí, kam socialistický režim neměl chuť pouštět více lidí. Od roku 1981 již jezdily tyto smíšené vlaky pouze v letní sezóně, mimo ni jel pouze jeden vlak v sobotu ráno a druhý v neděli odpoledne. Minimálně od roku 1986 byla trať označena číslem 206. Obrat nastal po sametové revoluci v roce 1989, začal se zvyšovat místní turistický ruch a proto začaly být v letní sezóně vypravovány nové, doplňující páry čistě osobních vlaků. Od října do dubna ale byla osobní doprava zcela minimální, jezdil pouze jeden pár vlaků v sobotu a jeden v neděli.
V roce 1992 byly vypraveny první historické vlaky vedené zachovanou parní lokomotivou U 47.001. O rok později byl založen Klub přátel jindřichohradeckých úzkokolejek, který začal organizovat nostalgické jízdy. Roku 1993 byly obě jindřichohradecké úzkorozchodné dráhy určeny vládou jako první železniční tratě v nově vzniklé České republice k privatizaci. Z Klubu přátel v září 1994 vznikla právě pro tento účel akciová společnost Jindřichohradecké místní dráhy, a.s. (JHMD), která si od Národního technického muzea pronajala lokomotivu U 47.001 a v srpnu 1995 vypravila první vlastní parní vlak.
Na podzim 1996 bylo Českými drahami oznámeno chystané uzavření novobystřické tratě kvůli špatnému technickému stavu dráhy. I přes petici, kterou podepsalo 40 000 lidí, byl provoz na trati 25. ledna 1997 ukončen posledním, plně obsazeným vlakem. Náhradní osobní doprava byla zajišťována autobusovými spoji. Již 19. března 1997 rozhodla česká vláda o privatizaci tratě formou odprodeje JHMD za symbolickou 1 Kč. JHMD následně podepsaly nájemní smlouvu s Českými drahami, 14. června toho roku vyjel první vlak čistě v režii JHMD, pravidelná osobní doprava mezi Jindřichovým Hradcem a Novou Bystřicí byla obnovena 20. července 1997 a 25. ledna 1998 proběhla kompletní změna jízdního řádu podle požadavků a potřeb cestujících. 28. února 1998 byly obě úzkorozchodné tratě slavnostně předány do majetku Jindřichohradeckým místních drah, které jsou od té doby vlastníkem a provozovatelem dráhy i výhradním dopravcem. Od jízdního řádu 1998/1999 je trať označena současným číslem 229.
V následujících letech proběhly ze strany JHMD značné investice do zanedbané infrastruktury, byly opraveny budovy stanic, technické zařízení tratě, byl obnoven železniční svršek (ještě v roce 1996 měla téměř celá trať původní kolejnice z let 1898–1908, výměny se na začátku 90. let 20. století dočkal pouze úsek do km 5,1), opraveny byly lokomotivy a vozy, byly nakoupeny ojeté motorové lokomotivy, motorové vozy i parní lokomotivy (neboť trať je svými historickými vlaky v létě turistickým lákadlem oblasti), uskutečnil se i rozvoj nákladní dopravy. V roce 2006 byla zřízena nová zastávka Jindřiš zastávka.
Podle jízdního řádu 2009/2010 byla trať v rozšířené letní sezóně od května do října poměrně silně vytížená, naopak od listopadu do dubna byla osobní doprava zajištěna pouze jedním párem spojů denně a jedním ranním vlakem v pracovní dny mezi Jindřichovým Hradcem a Kunžakem-Lomy. V letní sezóně dopravu zajišťují vlaky v typickém složení motorová lokomotiva řady T 47.0 + 2× vůz řady Balm/ú + nákladní vůz řady Z pro jízdní kola (v případě většího zájmu je počet vozů řady Balm/ú větší), přes zimu lokomotiva řady T 47.0 táhne jeden vůz řady Balm/ú. V létě také jezdí historické vlaky tažené jednou z několika parních lokomotiv, které se skládají z několika osobní a nákladních vagónů (včetně bufetového vozu). Nákladní vlaky nejsou na trati pravidelné, jezdí podle potřeby.
V říjnu 2017 převzala organizaci dopravy na obou tratích JHMD dle podepsané smlouvy Správa železniční dopravní cesty (později Správa železnic). Od nehody u Chválkova[ujasnit] je ale organizace provozu zpět v rukou Správa železnic, dirigující dispečer sídlí v Jindřichově Hradci.[zdroj⁠?!]

## Popis tratě

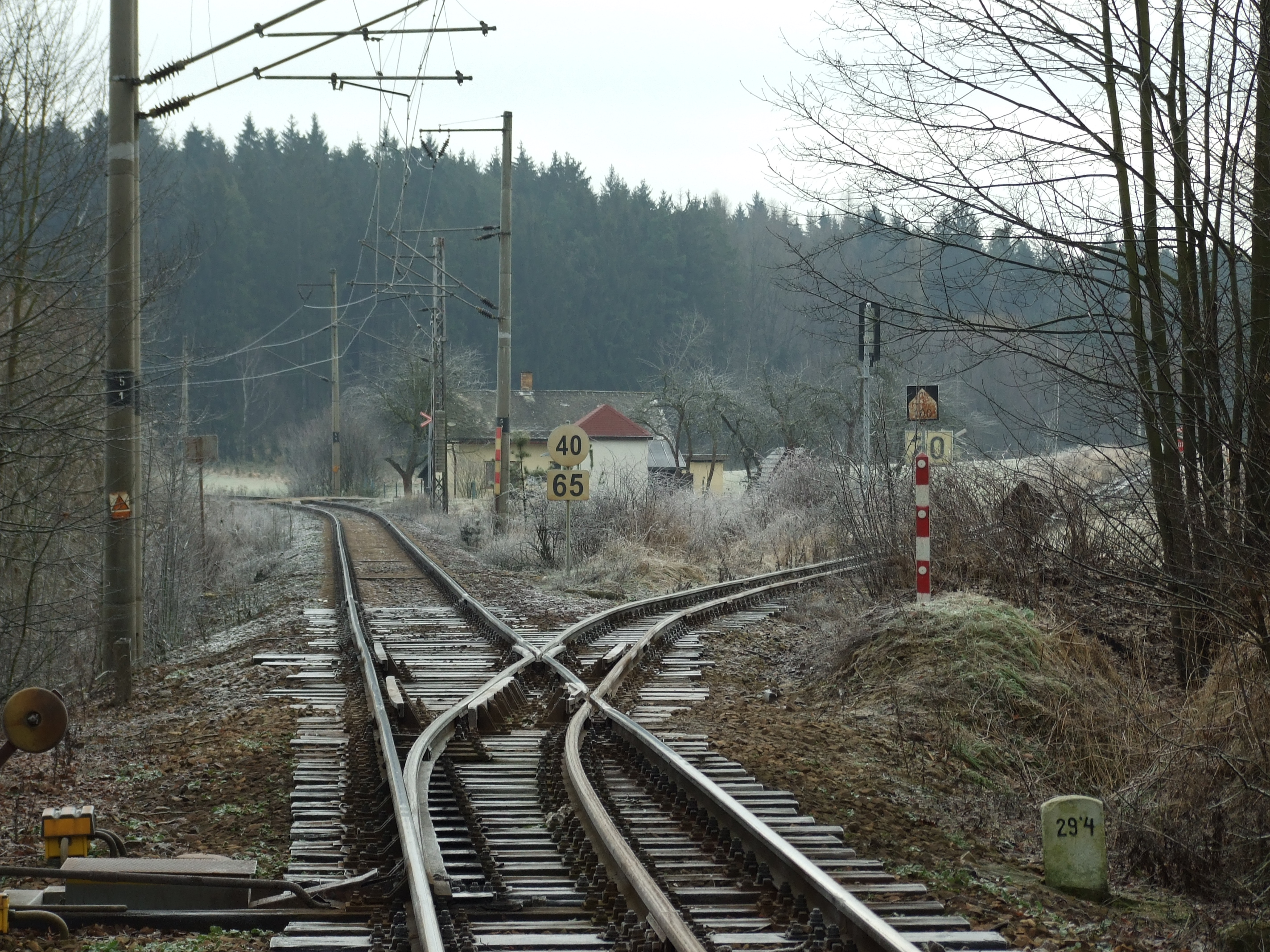
Konec kolejové splítky v odbočce Kanclov

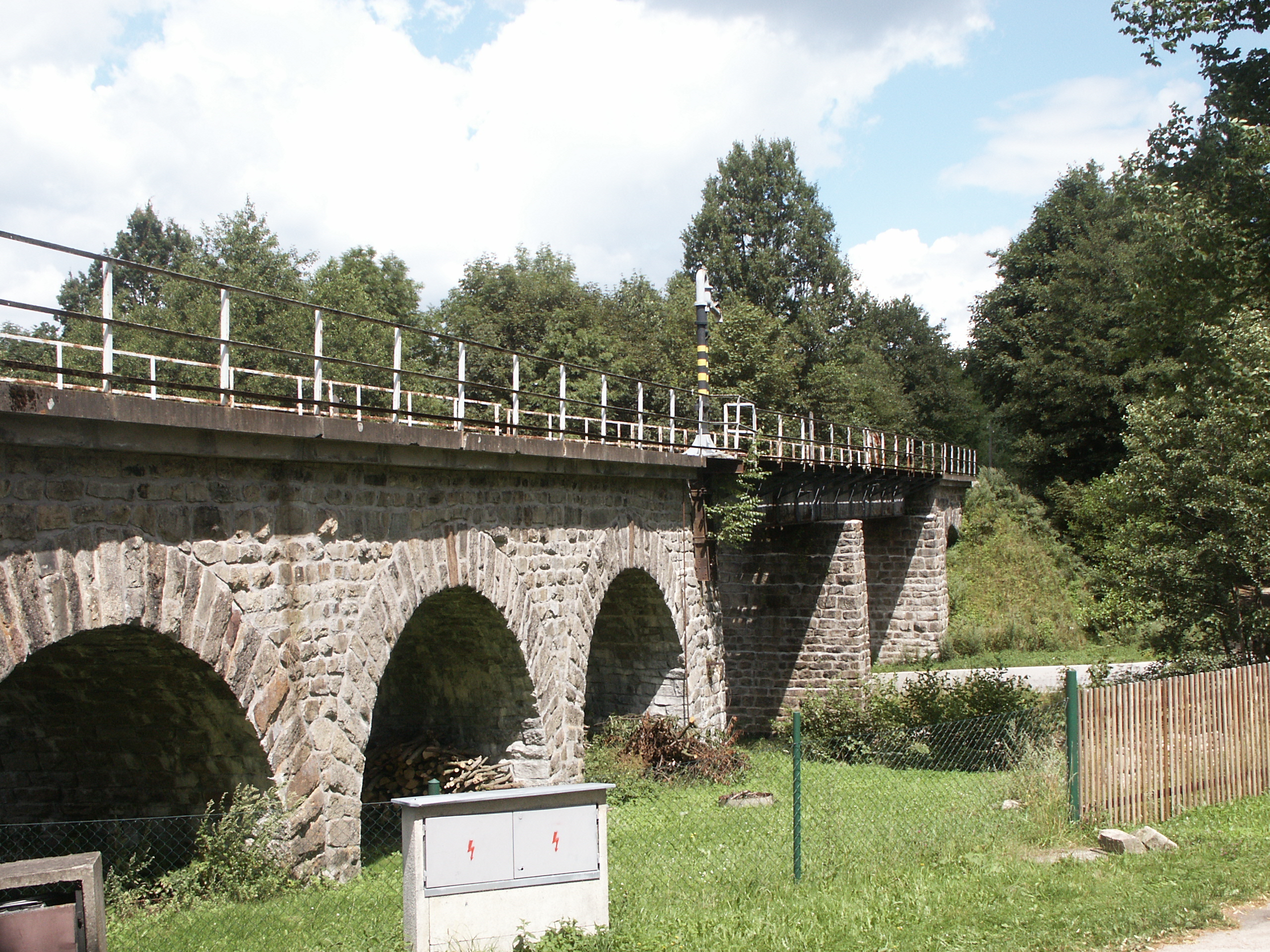
Viadukt přes říčku Dračici a silnici II/152

Trať začíná na samostatném nádraží úzkorozchodných (rozchod kolejí 760 mm) drah před staniční budovou jindřichohradeckého nádraží. Kromě několikakolejného nástupiště se zde nachází lokomotivní depo JHMD (výtopna zde postavena až v roce 1908), dílna pro opravy lokomotiv, remíza vozidel pro údržbu tratí a podvalová jáma pro přechod normálněrozchodných vozů na podvalníky na tratích úzkého rozchodu. V km 0,541 začíná kolejová splítka s tratí Veselí nad Lužnicí – Jihlava, která má normální rozchod kolejí 1435 mm. Původně byla splítka řešena čtyřkolejně, kdy kolejnice úzkorozchodné tratě byly umístěny uprostřed koleje normálního rozchodu. Toto řešení ale bylo náročné pro údržbu, proto bylo v roce 1985 přistoupeno k rekonstrukci na tříkolejnicovou splítku, kdy oba rozchody používají jednu společnou a vždy jednu vlastní kolejnici. Na odbočce Dolní Skrýchov v km 1,985 odbočuje úzkorozchodná trať do Obrataně. Splítka končí v odbočce Kanclov (km 2,569), kde se trať do Nové Bystřice odpojuje od jihlavské dráhy.
Zajímavostí dochovanou z konce 19. století je čtyři metry vysoká kamenná zeď vinoucí se podél trati v délce 521 m v tzv. Městském lese (v km 3,466 až 3,987) východně od Jindřichova Hradce, kde se tehdy nacházela c. a k. vojenská střelnice. Tato zeď tak chránila cestující ve vlacích před kulkami a šrapnely. Následuje jeden z mála mostních objektů na trati, ocelový most přes Hamerský potok (km 4,376). Ze širé trati v km 4,7 odbočuje zpětnou výhybkou vlečka do areálu firmy Jitka vybudovaná v roce 1949. Železniční trať dále pokračuje přes Jindřiš, prochází Jindřišským údolím a stále stoupá přes Blažejov, kolem Ratmírovského rybníka, přes nádraží Střížovice (zde se podle plánů ze 70. let 20. století měla odpojovat přibližně 3 kilometry dlouhá vlečka do podniku Strojobal Rozkoš, k její výstavbě ale nedošlo) a kolem Kamenického vrchu do stanice Kunžak-Lomy. Těsně před ní, v km 17,757 se nachází nadjezd nad silnicí Jindřichův Hradec – Kunžak. Dlouhou dobu to bylo pro větší nákladní automobily kritické místo, musely jej objíždět po místní komunikaci kolem nádraží a přes úrovňový přejezd. Nový most s úpravou směrového řešení silnice byl realizován v průběhu prvního desetiletí 21. století.
Za vesnicí Lomy vstupuje trať do zalesněného masivu Vysokého kamene. Zde se uprostřed lesa, přibližně 1 km vzdušnou čarou od stejnojmenné vesnice, nachází zastávka Kaproun, kde byl v roce 2000 slavnostně odhalen pomník na paměť 100. výročí vyloučení z přepravy v osobním vlaku č. 4052 z Nové Bystřice fiktivního českého velikána Járy Cimrmana. Za následujícím nádraží poblíž Senotína vystoupá trať do svého nejvyššího bodu v nadmořské výšce 673 m. Tomuto místu (km 25,207) přezdívali strojvůdci „Na radosti“, neboť měli za sebou prakticky neustálé stoupání z Jindřichova Hradce (zde nadmořská výška nádraží 470 m) a čekal je již pouze sjezd do Nové Bystřice. Trať vede přes hůrecké nádraží u Hůreckého rybníka, stáčí se kolem rybníka Osika a prochází skrz kemp na jeho břehu, kde jsou projíždějící vlaky atrakcí.
V km 30,108 se nalézá největší mostní stavba, viadukt se sedmi poli (dvě tvoří ocelová konstrukce, pět polí je kamenných) přes silnici Nová Bystřice – Slavonice a přes říčku Dračici. Ihned za viaduktem následuje zastávka s nákladištěm Albeř. Trať dále pokračuje po úbočí Kamenného vrchu nad vesnicí Albeř a končí na východním okraji Nové Bystřice na nádraží se čtyřmi kolejemi. Na konci tratě se nachází původní hrázděná výtopna, nyní již nevyužívaná.

## Vozový park

### Hnací vozidla

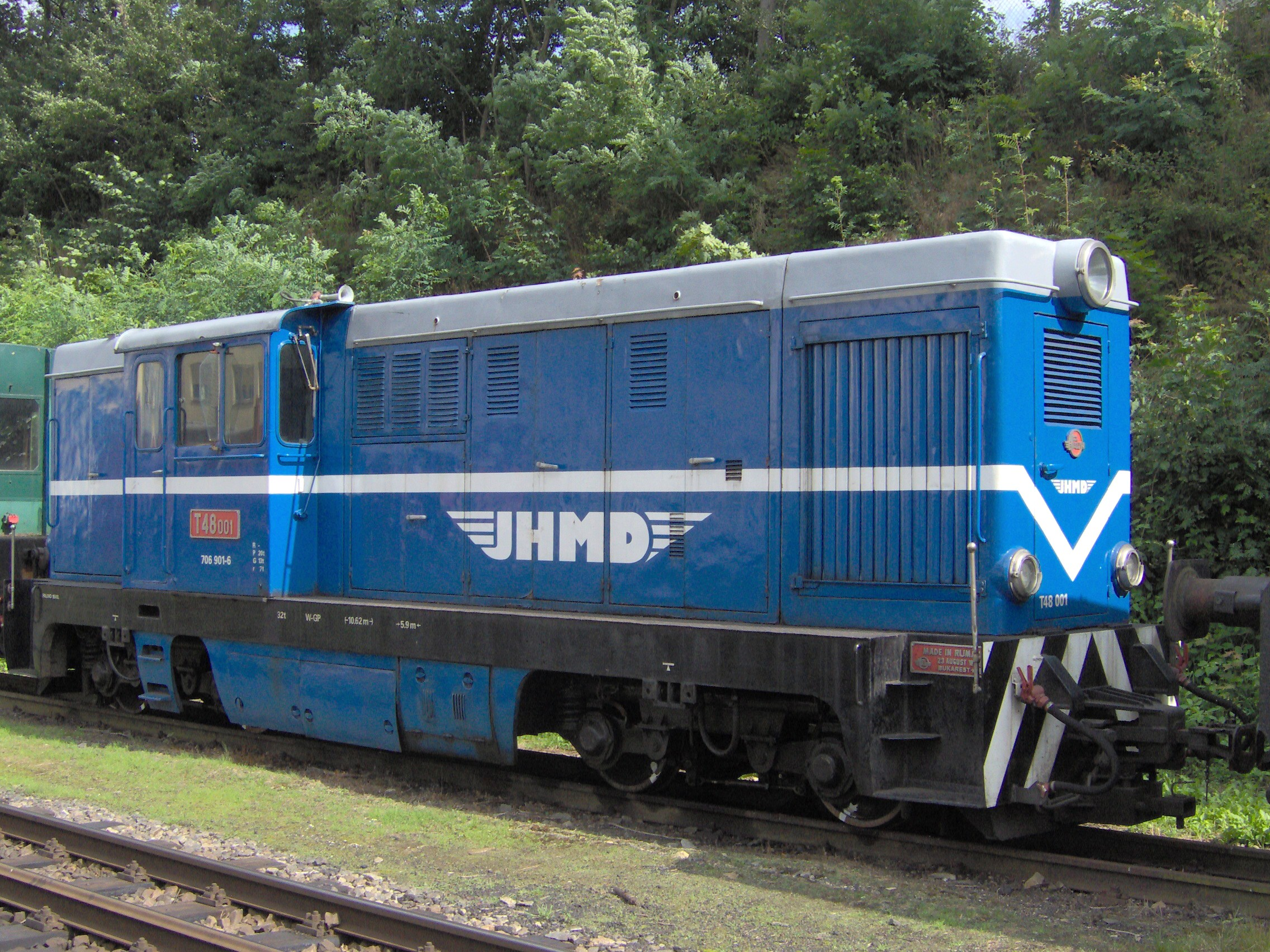
Motorová lokomotiva T 48.001 zakoupená v roce 2004

Pro zahájení provozu na trati Jindřichův Hradec – Nová Bystřice byly v roce 1897 zakoupeny od lokomotivky Krauss & Cie, Linz tři parní lokomotivy tehdejší řady kkStB U (později u ČSD řada U 37.0), které byly označeny jako U 1, U 2 a U 3. Dvě z nich, stroje U 2 a U 3, zabavila v roce 1916 armáda a do Jindřichova Hradce se již nikdy nevrátily. Ačkoliv na obrataňské trati působily shodné lokomotivy, jednalo se až do roku 1925 o dvě samostatné společnosti a až na výjimky ve formě jednorázových výpomocí sloužily dané lokomotivy pouze na „svých“ tratích. V průběhu let zde po zestátnění jezdilo několik dalších lokomotiv řady U 37.0 převzatých z jiných tratí. Po první světové válce se na jindřichohradeckých drahách objevily kořistní srbské stroje německé výroby. Tyto lokomotivy systému Mallet byly označeny jako řada U 47.0 a působily zde až do 60. let 20. století, jako poslední dojezdil v roce 1965 stroj U 47.001, který byl následující rok předán Národnímu technickému muzeu v Praze. V průběhu druhé světové války zajišťovaly na novobystřické trati provoz stroje původem z Gmündu.
V roce 1929 byly dodány první dva motorové vozy řady M 11.0, které v roce 1932 následoval třetí. Větší a výkonnější motorové vozy řady M 21.0 se na jindřichohradeckých drahách objevily v počtu pěti kusů mezi lety 1939 a 1948, poslední dojezdily na začátku 60. let 20. století, kdy motorové lokomotivy převzaly i osobní vlaky.
První dvě motorové lokomotivy jezdily v Jindřichově Hradci pod označením T 25.001 a 002 krátce po druhé světové válce. Jednalo se o původem německé stroje, které zde tahaly pracovní vlaky a brzy byly předány stavebním podnikům. V letech 1954 až 1958 bylo pro obrataňskou a později i novobystřickou trať zakoupeno devět nových motorových lokomotiv řady T 47.0 (později řada TU 47.0 a od roku 1988 řada 705.9). Postupně se zde objevily i další stroje původně vyrobené pro postupně uzavřené úzkorozchodné tratě Frýdlant v Čechách – Heřmanice a Ružomberok – Korytnica kúpele. Celkem zde bylo v provozu 16 různých lokomotiv řady T 47.0. Tyto stroje zajišťují většinu dopravy dodnes, některé z nich jsou modernizované.
Krátce se zde vyskytla v letech 1961 a 1962 lokomotiva T 29.004, což byla pokusně upravená normálněrozchodná lokomotiva T 212.062, která se ale neosvědčila. Stroj stejné řady byl zakoupen JHMD v roce 1999 od firmy Sokolovská uhelná, kde lokomotiva jezdila na rozchodu 900 mm. Po úpravách a přerozchodování jezdí pod označením T 29.014 (oficiální označení 702.901) především na bystřické trati, kde tahá osobní vlaky. V roce 2004 byla zakoupena polská lokomotiva Lxd 2-331 (typ Faur L45H), která byla zprovozněna a schválena s označením T 48.001 (oficiálně 706.901); jejím hlavním úkolem je doprava nákladních vlaků.
V letech 2005 a 2006 zakoupily JHMD pro osobní dopravu čtyři polské motorové vozy řady MBxd2, které byly dopravcem v Česku označeny jako řadou M 27.0, Drážním úřadem jako řada 805.9.

### Osobní a nákladní vozy, podvalníky a speciální vozidla

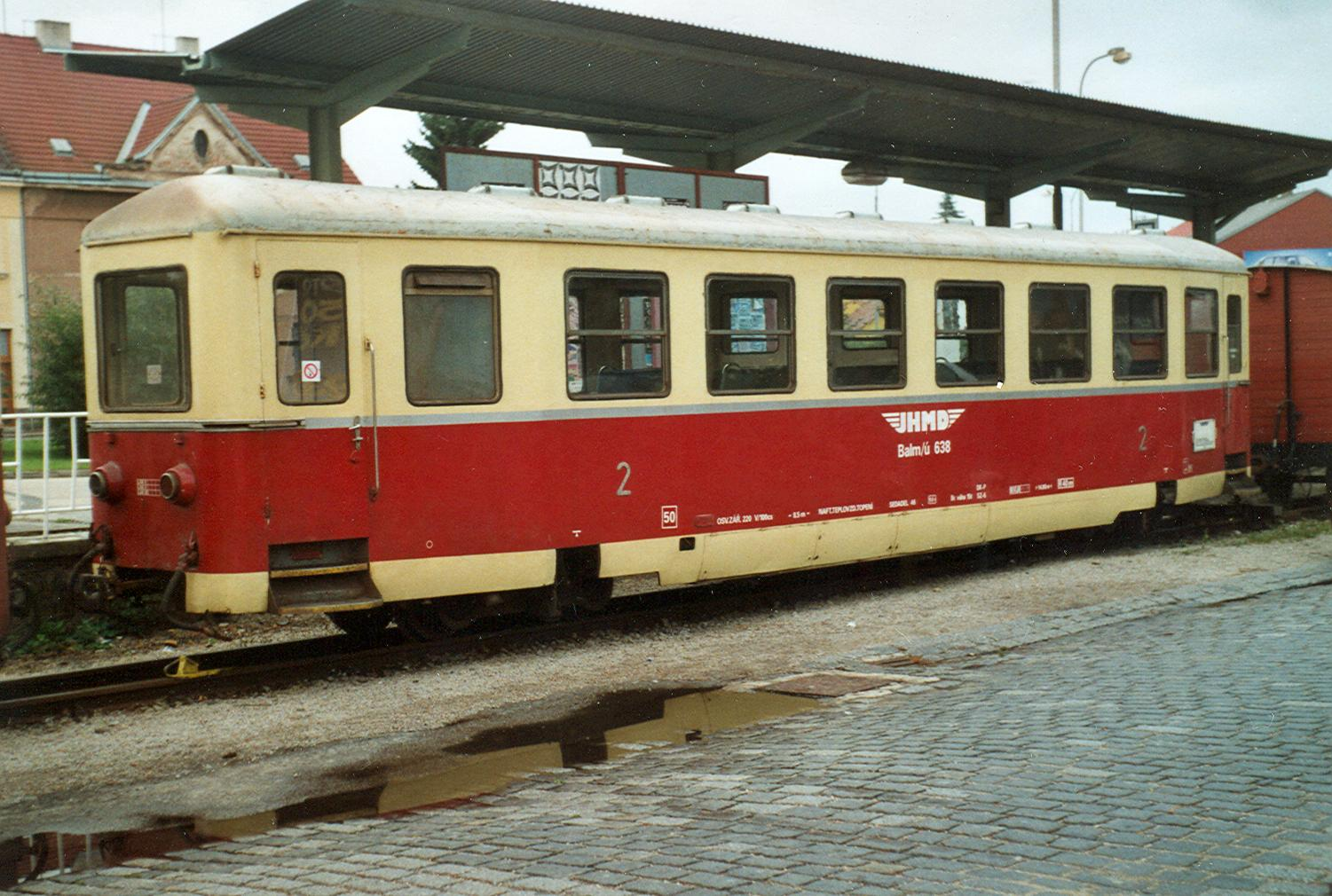
Současný osobní vůz Balm/ú 638 z roku 1966

V roce 1897 bylo rakouskou vagónkou Grazer Wagen- und Waggonfabrik ze Štýrského Hradce dodáno 6 osobních vozů (3 s oddíly druhé a třetí třídy, 3 výhradně třetí třídy), 2 vozy služební s poštovním oddílem, 8 zavřených nákladních a 19 otevřených nákladních vozů a 2 dvojice podvalníků. V následujících letech počet nákladních vozů a především podvalníků stoupal v závislosti na růstu nákladní dopravy. Většina osobních vozů vydržela na jindřichohradeckých drahách až do 60. let 20. století, přičemž v průběhu let k nim přibylo i několik jednotlivých vozů různých typů z jiných úzkorozchodných tratí. Téměř kompletní výměna osobních vozů proběhla v roce 1966, kdy bylo dodáno 10 moderních vozů řady Balm/ú, které byly v roce 1975 doplněny šesticí stejných vozů ze zrušené trati Ružomberok – Korytnica kúpele. Tyto vagóny slouží v Jindřichově Hradci v osobní dopravě dodnes.
Podobnou historii mají služební a poštovní vozy. Více než pět vozů se služebním oddílem (2 bystřické a 3 obrataňské vozy doplněné ve 30. letech 20. století vozy ze zrušené tratě Ondrášov – Dvorce na Moravě) jezdilo do 60. let 20. století, kdy byly nahrazeny v roce 1963 dodanými deseti služebními vagóny, které dodnes slouží především jako brzdící.
Park vlastních nákladních vozů rovněž zůstával téměř beze změn, neboť postupně rostl počet podvalníků pro normálněrozchodné nákladní vagóny. Poslední původní nákladní vůz byl vyřazen v roce 1966. Počty podvalníků byly navyšovány několika dodávkami v letech 1906, 1909, 1930 a 1941. Ty současné byly vyrobeny v letech 1986–1990 v počtu 190 kusů. V roce 2002 byly v Rumunsku zakoupeny moderní nákladní uzavřené vozy, které jsou využívány pro přepravu jízdních kol nebo kočárků.
Na jindřichohradeckých úzkorozchodných drahách se postupně vystřídalo množství nejrůznějších speciálních vozidel. Při zahájení provozu v roce 1897 byla zakoupena jedna ruční drezína, tři ruční vozíky a tři samostatné sněhové pluhy, které se nasazovaly na čela lokomotiv. Za první republiky se zde objevila první motorová autodrezína, v 50. letech 20. století motorové vozíky Tatra 15/52, v 60. letech unikátní stroj vlastní výroby na odklízení sněhu pomocí tryskového motoru z MiGu-15 nebo osobní motorová drezína s automobilovou karoserií Moskvič. Z roku 1984 pochází současná trojice motorových univerzálních vozíků MUV 69 a čtveřice přívěsných vozíků PV. V roce 1988 byly zakoupeny tři univerzální traťové stroje – strojní vytahovače pražců SVP 74, od roku 1987 se na jindřichohradeckých drahách objevilo postupně několik strojních podbíječek.

### Historická vozidla

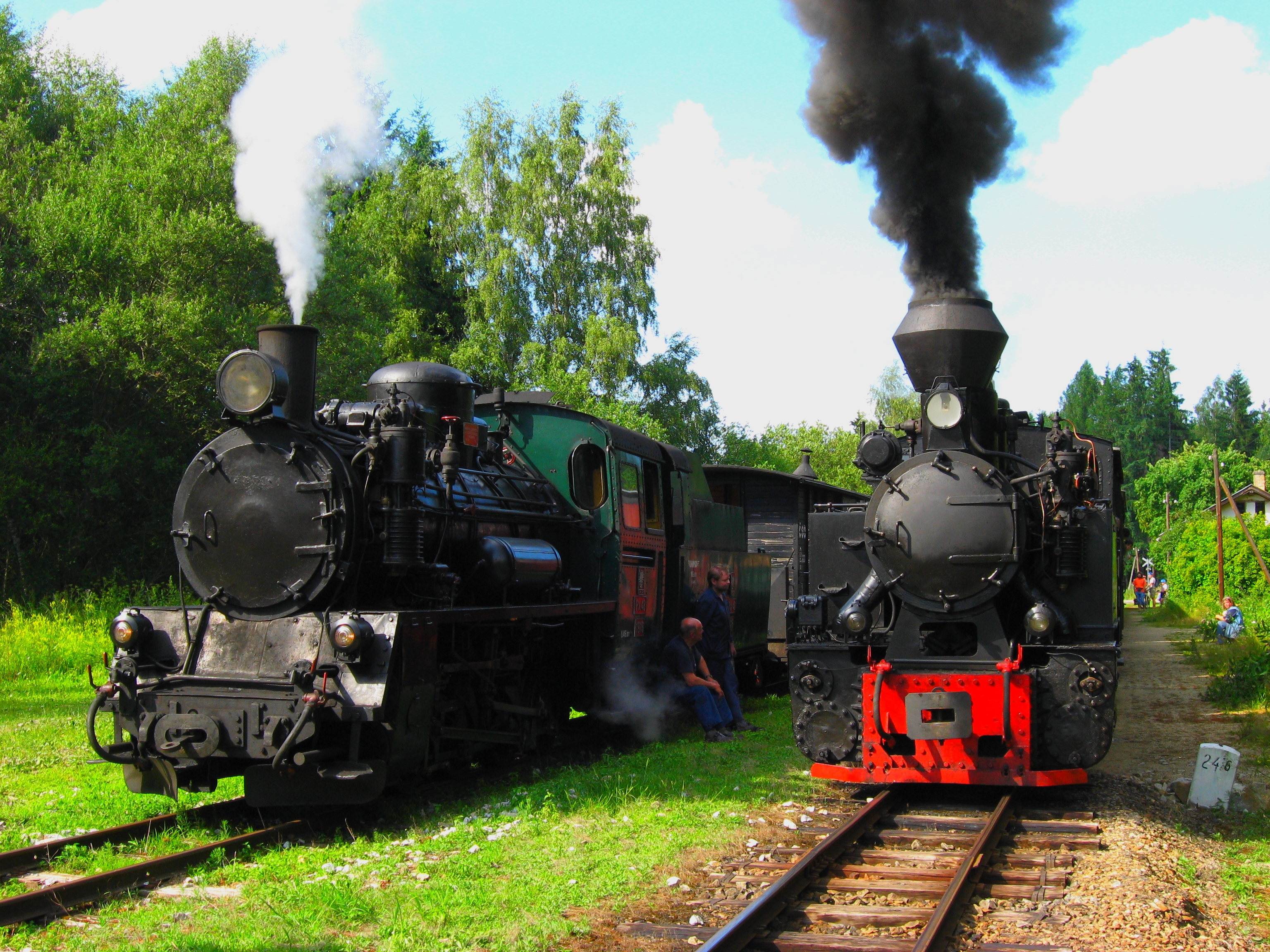
Setkání historických parních vlaků v Senotíně: vlevo původem polská lokomotiva U 46.101, vpravo tzv. Rešice, rumunský stroj U 46.001

Zachovaná parní lokomotiva U 47.001 z roku 1907 byla v roce 1986 převezena z Prahy zpět do Jindřichova Hradce, kompletně renovována a zprovozněna byla v letech 1991 až 1992 v Železničních opravnách a strojírnách České Velenice. Stroj je nadále v majetku Národního technického muzea, nicméně na jindřichohradeckých drahách vozil historické vlaky až do roku 2004, kdy vypršela technická způsobilost kotle a vzhledem k finančně náročné opravě byla lokomotiva odstavena.
V roce 1990 získali nadšenci parní lokomotivu U 37.008 (r.v. 1899) původně provozovanou na zrušené trati Frýdlant v Čechách – Heřmanice. Její části (včetně kotle) posloužily při renovaci stroje U 37.002, po opravě ale má být uvedena do neprovozního, nicméně vystavovatelného stavu.
Parní lokomotiva U 37.002 (r. v. 1898; původem z dráhy Ondrášov – Dvorce na Moravě) byla odkoupena ze Slovenska v roce 1999, kompletní renovace za použití dílů ze stroje U 37.008 byla dokončena v roce 2004. Od té doby tahá nostalgické vlaky.
Roku 1999 byla také zakoupena rumunská parní lokomotiva 764.108 (r.v. 1958) z průmyslové dráhy elektrárny zlatých dolů v Crişcioru. V Česku byla označena jako U 46.001 a po renovaci od roku 2002 slouží k historickým jízdám.
Služebně nejmladší je parní lokomotiva U 46.101 (r.v. 1953), která byla v roce 2005 dovezena z Polska, kde byla označena Px 48-1916. V současnosti je rovněž plně provozní.
K výše uvedeným parním lokomotivám jsou zapřahovány vlastní renovované osobní i nákladní vozy, včetně některých původně provozovaných na jindřichohradeckých úzkorozchodkách.

## Stanice a zastávky

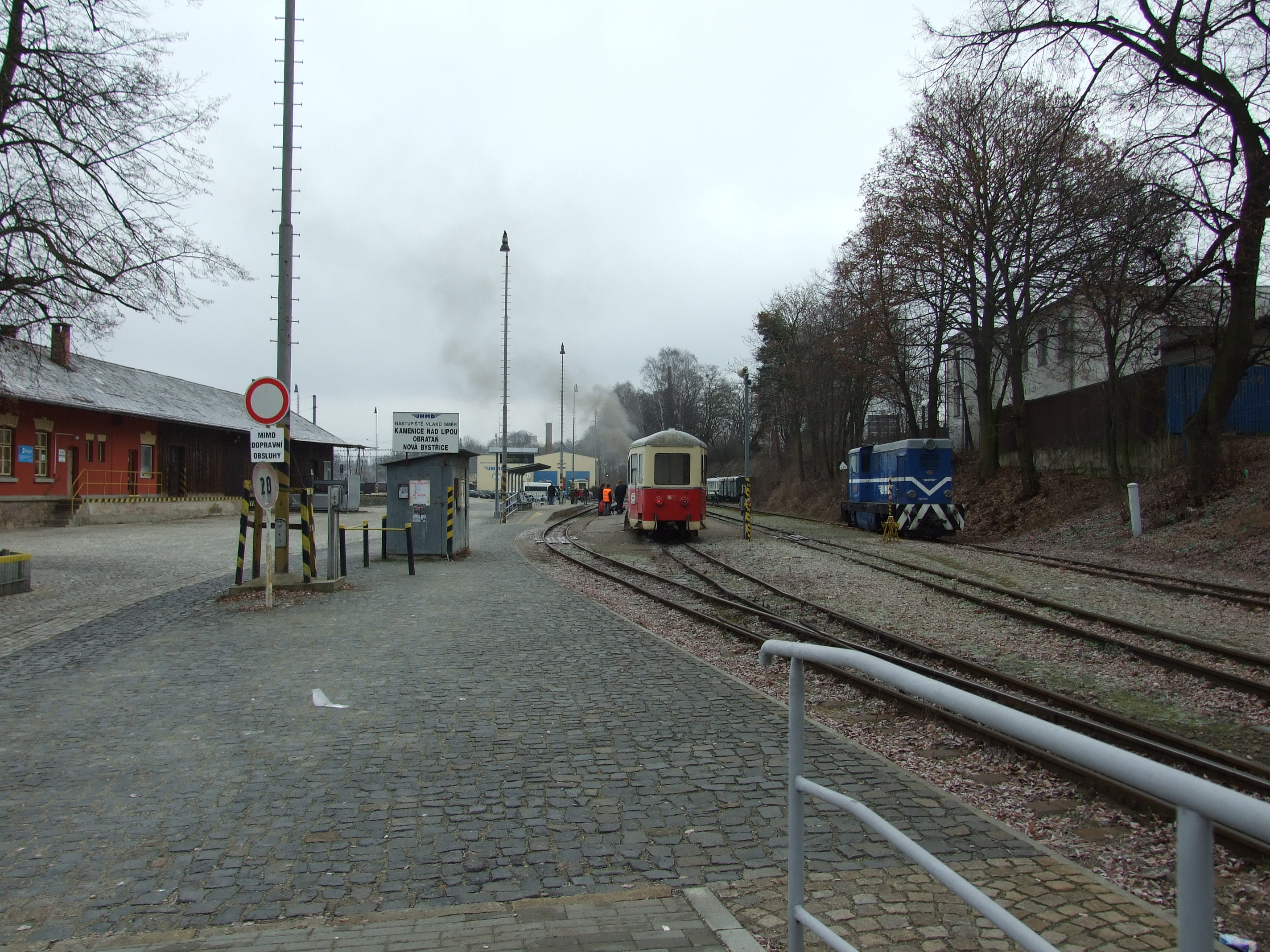
Jindřichův Hradec (JHMD)
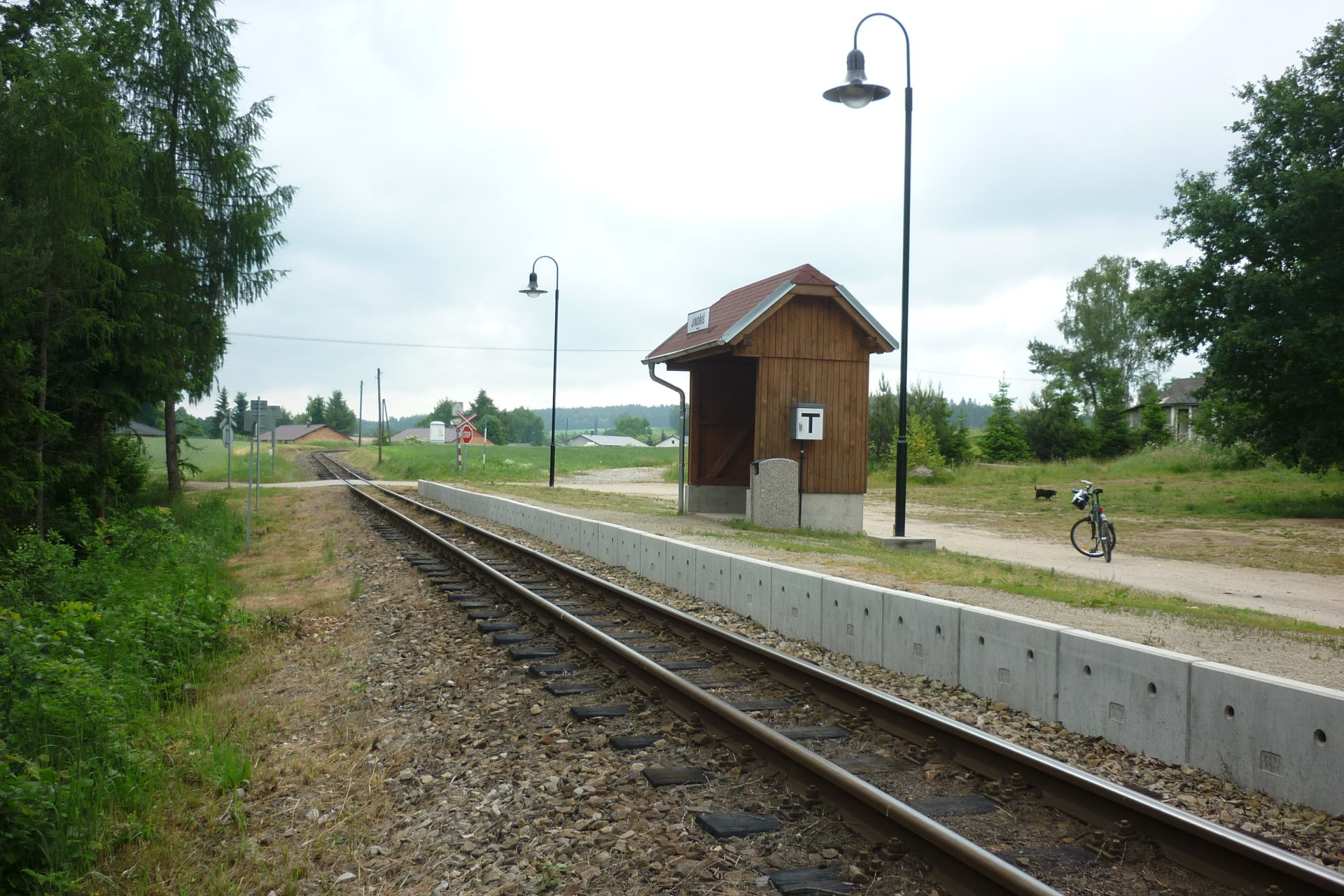
Jindřiš
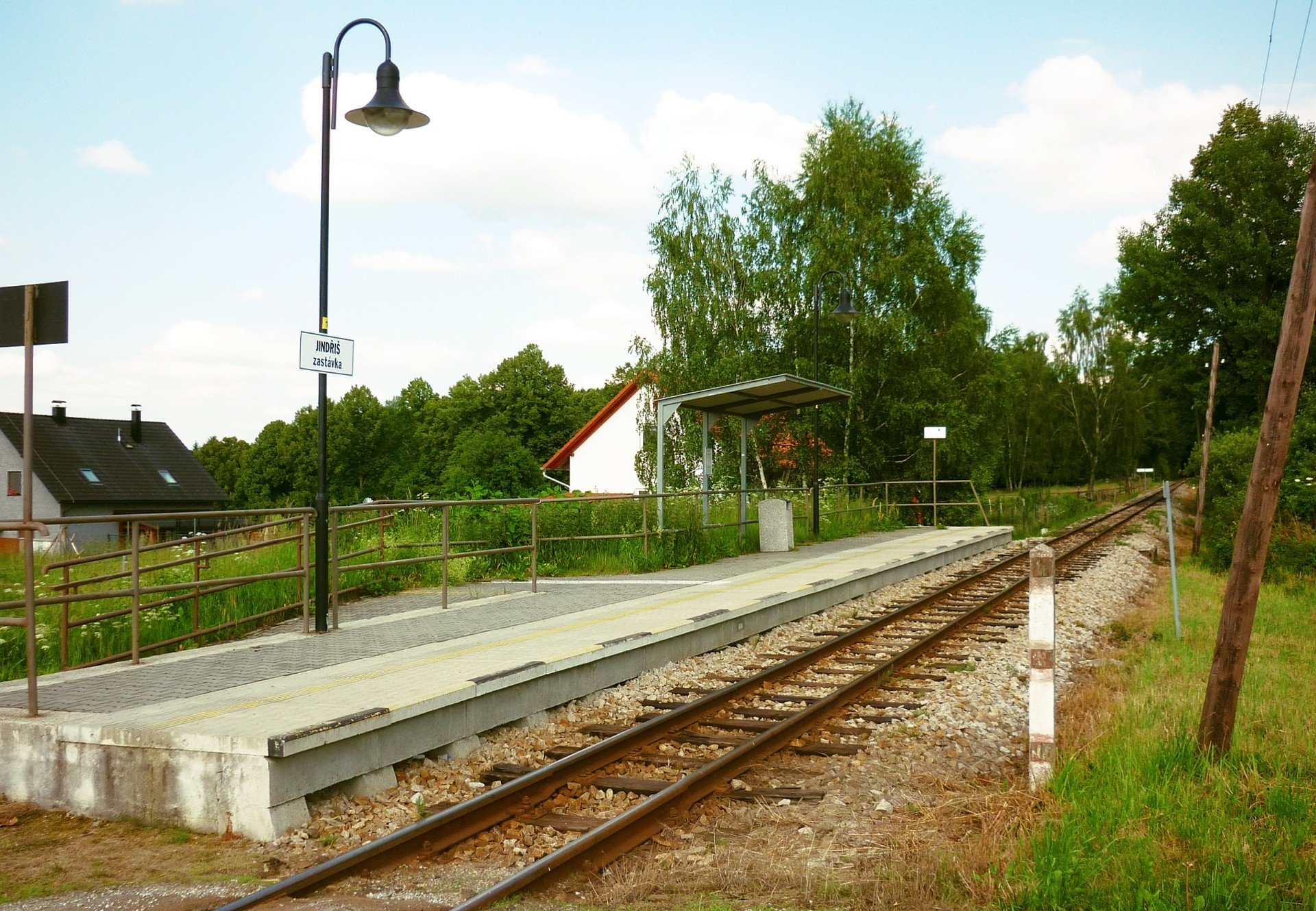
Jindřiš zastávka
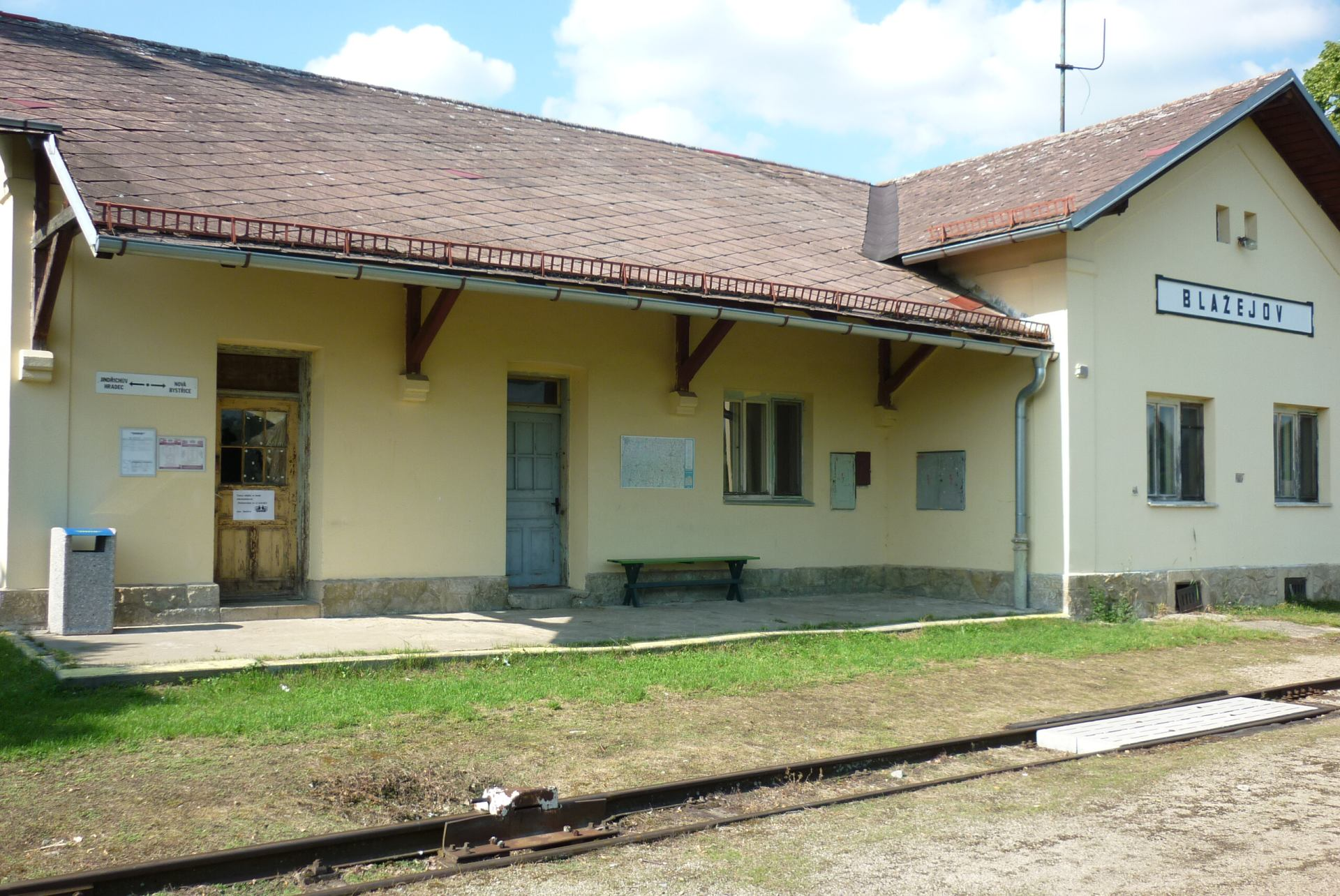
Blažejov
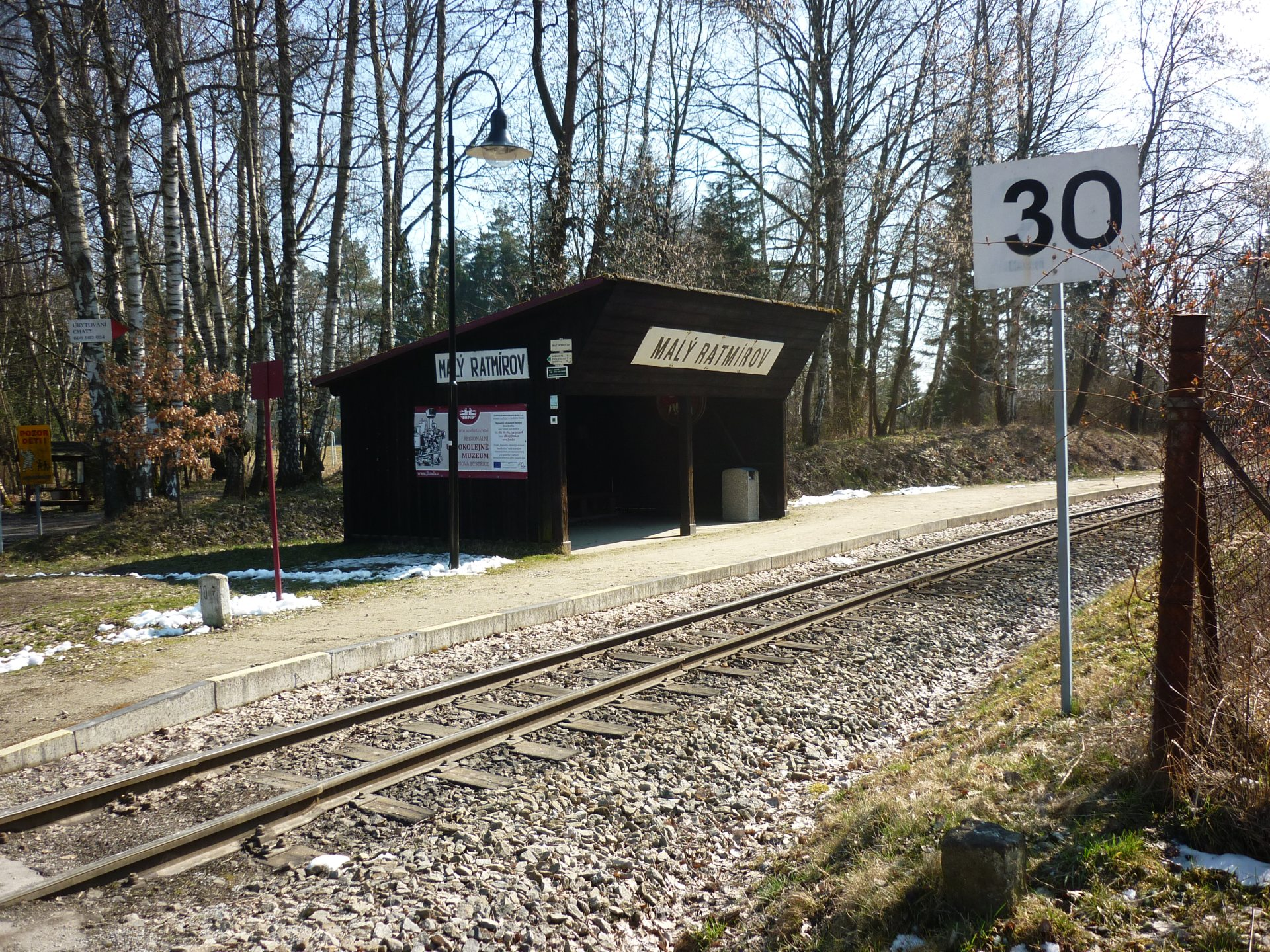
Malý Ratmírov
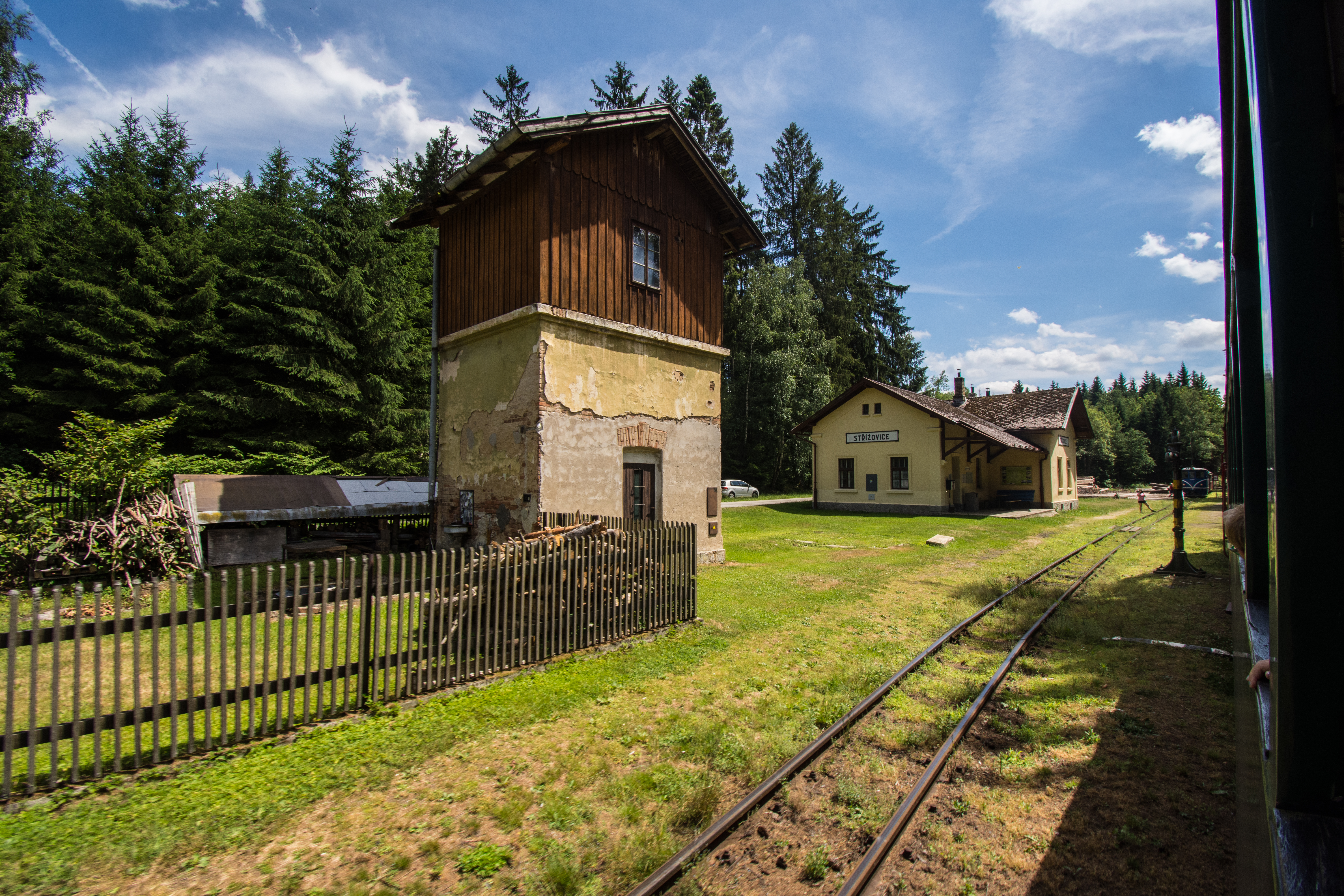
Střížovice
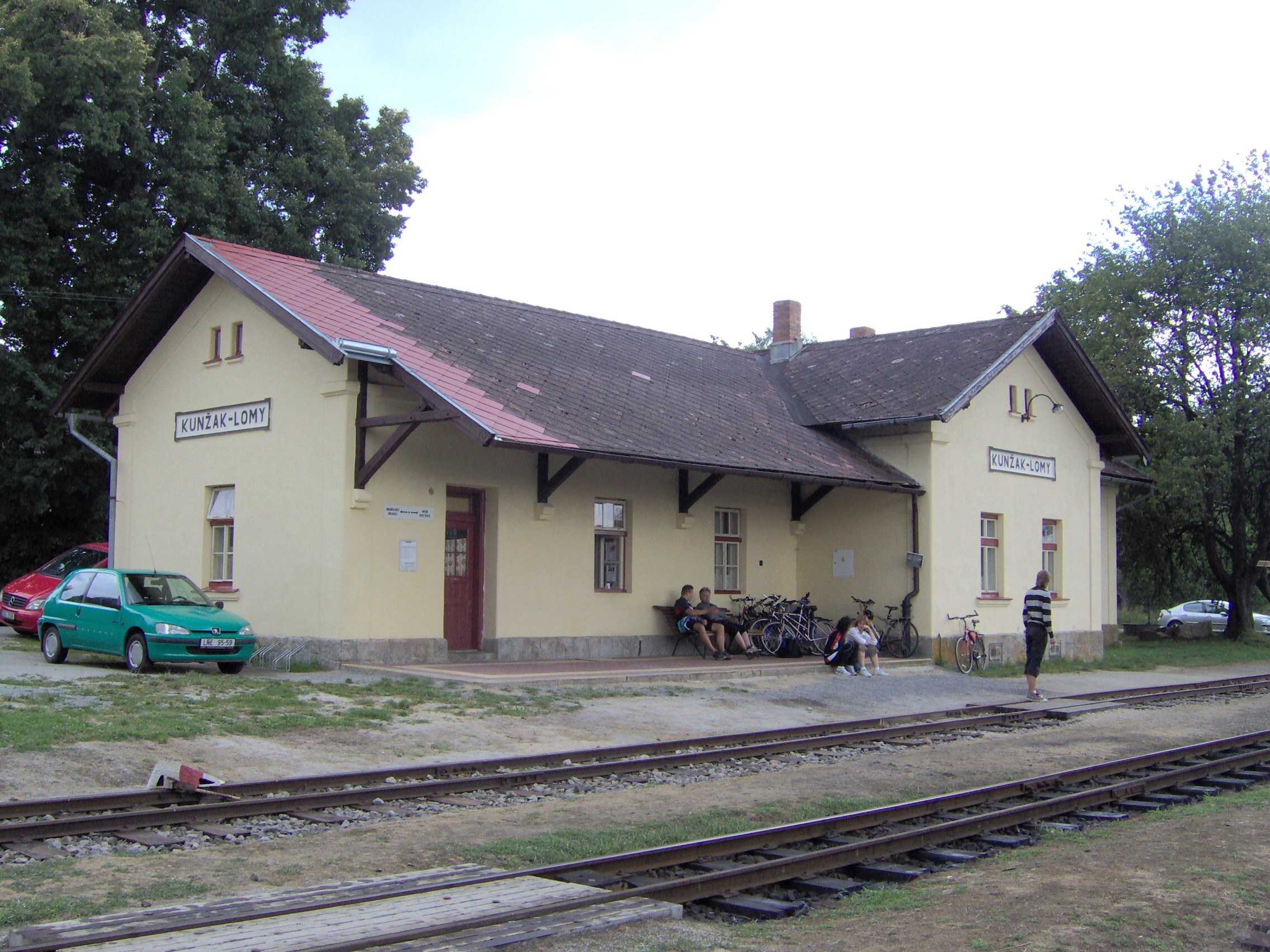
Kunžak-Lomy
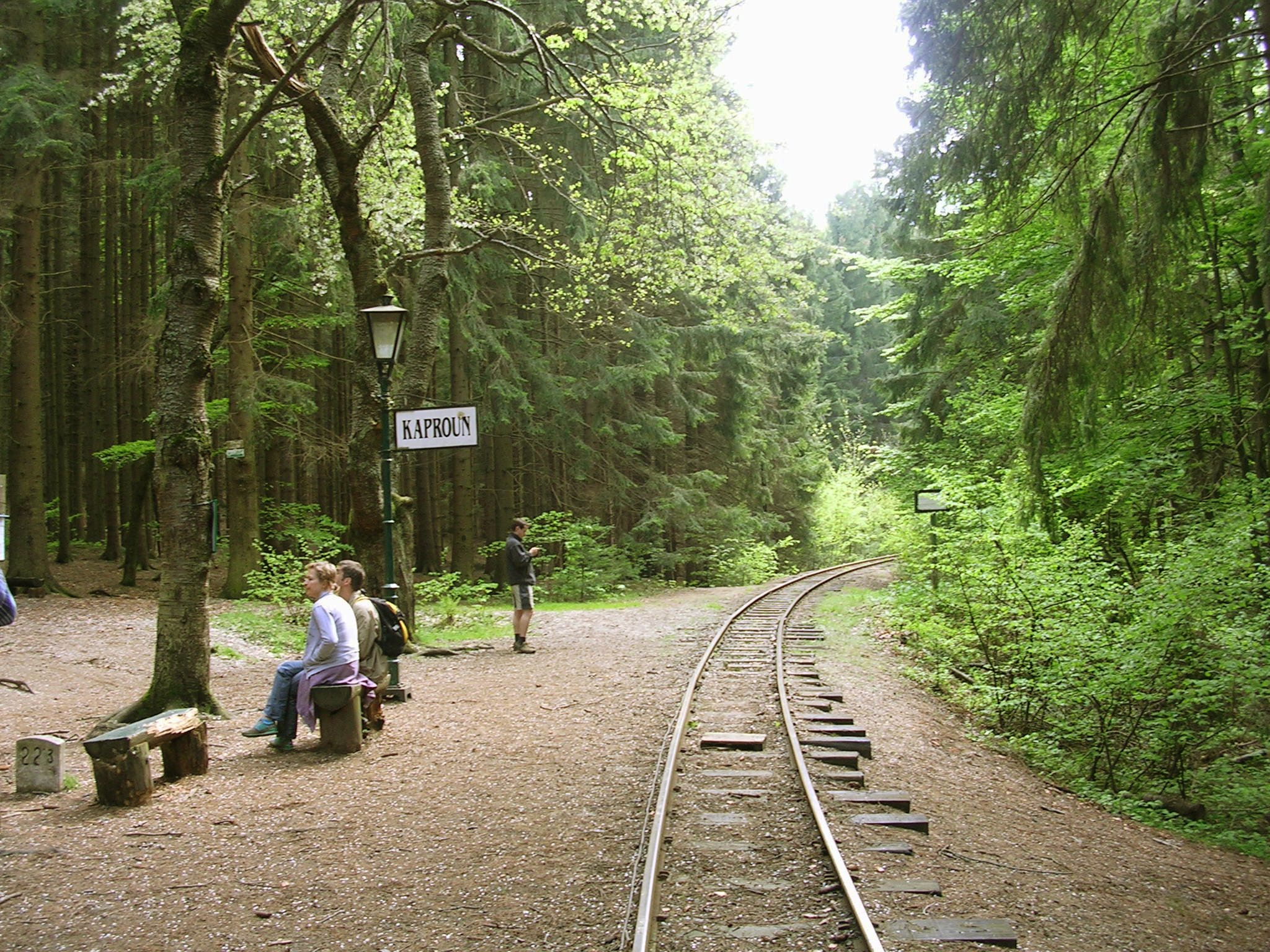
Kaproun
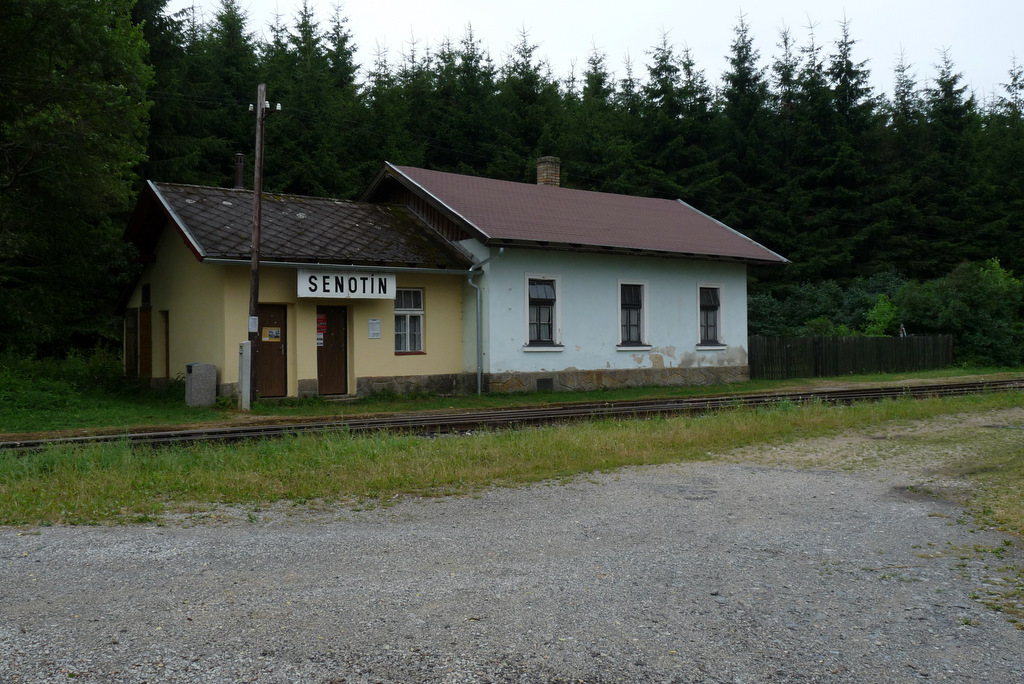
Senotín
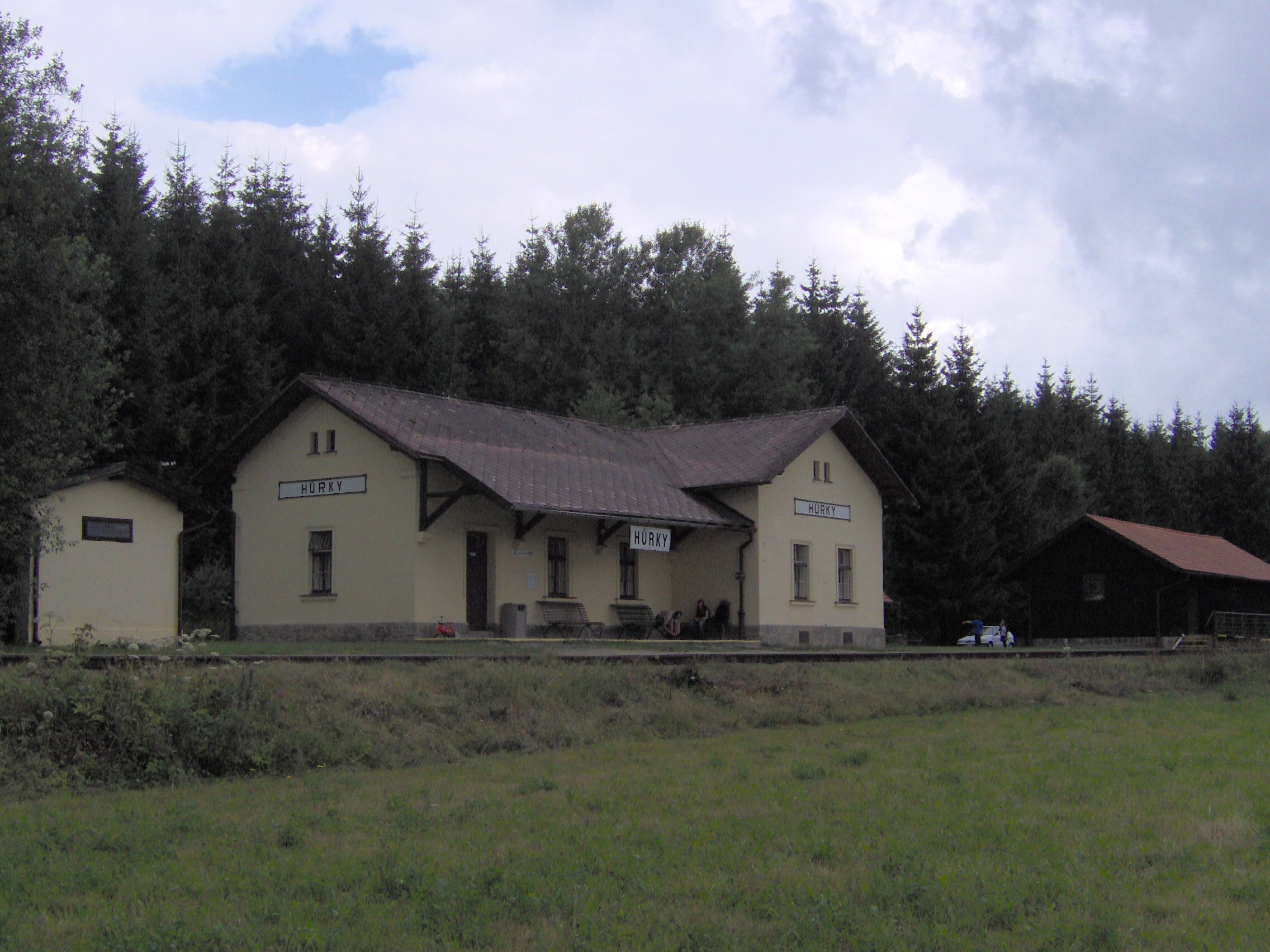
Hůrky
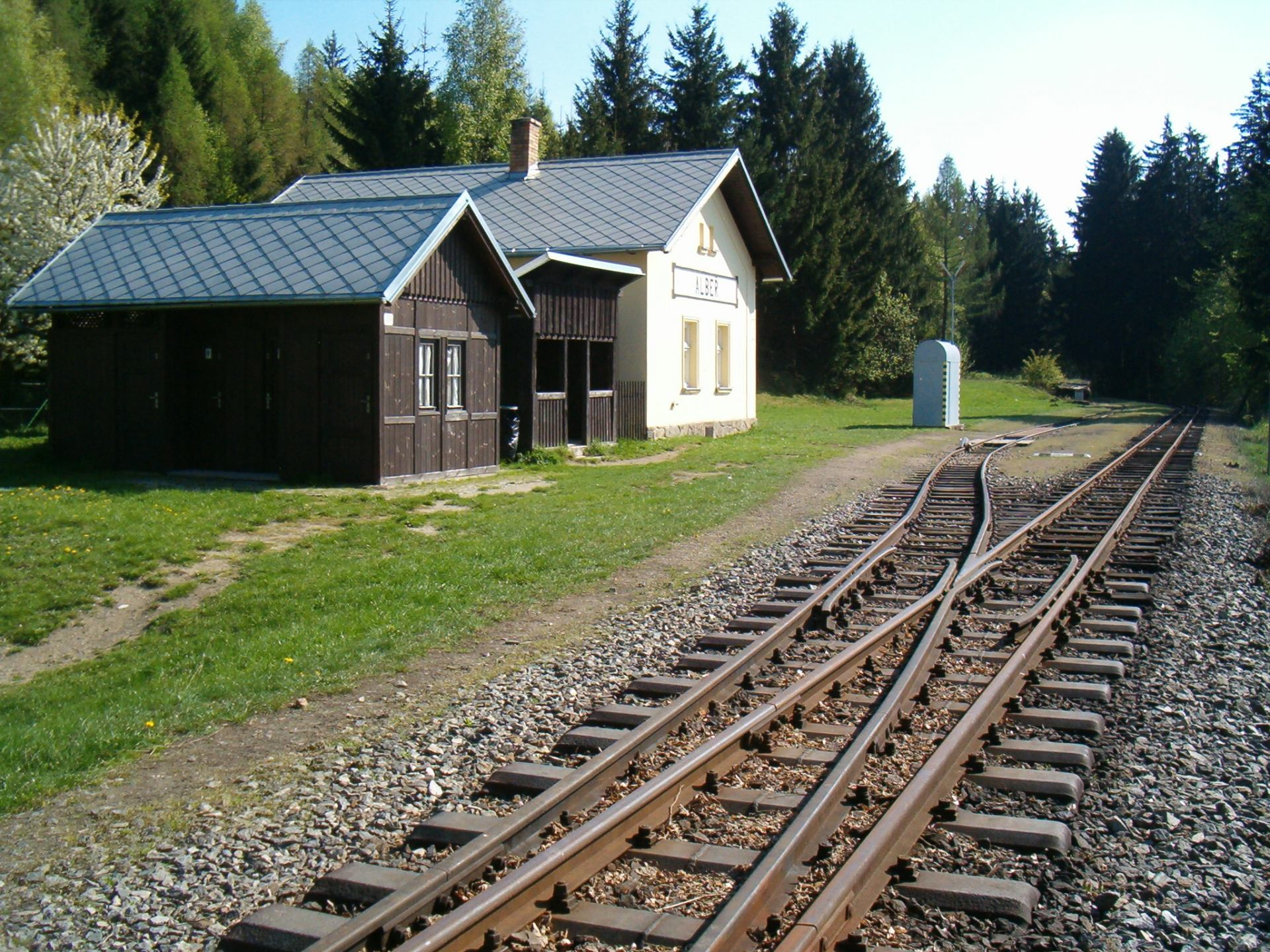
Albeř
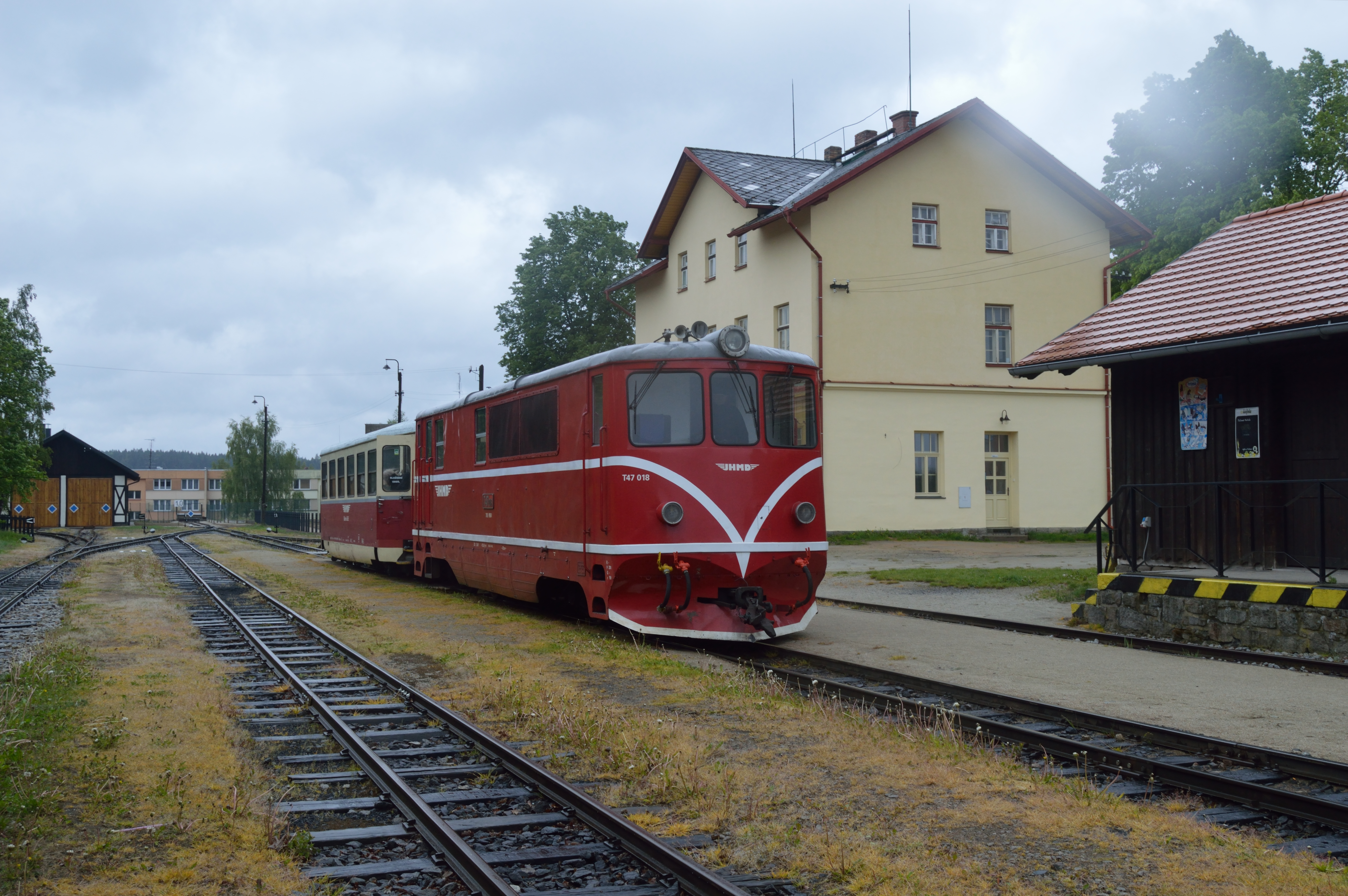
Nová Bystřice